# Lutra (film)
A Lutra 1985-ben készült, 1986-ban bemutatott magyar kaland-dokumentumfilm, Fekete István regénye nyomán.

## Szereplők
- Bessenyei Ferenc, Szokolay Ottó – Mesélő (hang)
- Zágoni Zsolt – Miklós
- Usztics Mátyás – János
- Herczeg Csilla – Eszter
- Nagy Anna – Vízimolnárné
- Surányi Imre – Vízimolnár
- Bánffy György – Pisztráng telep vezetője
- Farkas Antal – Bandi bácsi
- Báró Anna – Böske néne
- Benkő Péter – Ferkó
- Kovács János – Főhalász
- Szilágyi István – Halász
- Ambrus András
- Németh Gábor
- Olasz Balázs
- Varga Kata

## Televíziós megjelenés
M1, Duna TV, Filmmúzeum